# Rhinonicteris aurantia
Rhinonicteris aurantia is een vleermuis uit het geslacht Rhinonicteris, waarvan het de enige nog levende soort is, die voorkomt in het noorden van Australië, in de Pilbara en de Kimberley (West-Australië) en in het noorden van het Noordelijk Territorium tot in het noordwesten van Queensland. De populatie in de Pilbara vertegenwoordigt mogelijk een aparte soort of ondersoort. Soms wordt de soortnaam aurantius in plaats van aurantia en/of de geslachtsnaam Rhinonycteris in plaats van Rhinonicteris gebruikt; dit is echter technisch incorrect.

## Kenmerken
R. aurantia is een kleine bladneusvleermuis. De vacht is oranje. De oren zijn klein en het neusblad is relatief simpel. De kop-romplengte bedraagt 43 tot 53 mm, de voorarmlengte 45 tot 50 mm, de oorlengte 12 tot 13,6 mm en het gewicht 7 tot 11 g.

## Leefwijze
Deze soort gebruikt in de droge tijd natte grotten als slaapplaatsen en gaat daar dan niet ver vandaan, maar in de regentijd is het dier daar minder van afhankelijk. Zoals zoveel vleermuizen leeft R. aurantia van in de lucht gevangen insecten. In de regentijd worden de jongen geboren.